# Eryx tataricus
Espèce
Synonymes
- Boa tatarica Lichtenstein, 1823
- Eryx speciosus Zarevskij, 1915
- Eryx vittatus Chernov, 1959

Statut CITES
Eryx tataricus est une espèce de serpents de la famille des Boidae.

## Répartition
Cette espèce se rencontre :
- en Mongolie ;
- en Chine au Xinjiang, au Gansu, au Ningxia et en Mongolie-Intérieure ;
- au Kazakhstan ;
- au Kirghizistan ;
- au Tadjikistan ;
- en Ouzbékistan ;
- en Turkménistan ;
- en Afghanistan ;
- au Pakistan ;
- en Iran ;
- en Russie au Daghestan, en Kalmoukie et dans l'oblast d'Astrakhan.

## Description
Ces serpents mesurent jusqu'à 75 cm pour les mâles et jusqu'à 120 cm pour les femelles qui sont plus grosses.

## Liste des sous-espèces
Selon The Reptile Database (24 janvier 2014) :
- Eryx tataricus tataricus (Lichtenstein, 1823)
- Eryx tataricus speciosus Zarevskij, 1915
- Eryx tataricus vittatus Chernov, 1959

## Publications originales
- Chernov, 1959 : Reptilia. Fauna Tadzhikskoď SSR, vol. 18, p. 1-204.
- Lichtenstein, 1823 : Verzeichniss der Doubletten des Zoologischen Museums der Königlichen Friedrich-Wilhelm-Universität zu Berlin nebst Beschreibung vieler bisher unbekannter Arten von Säugethieren, Vögeln, Amphibien und Fischen. Königlich Preussische Akademie der Wissenschaften, Berlin, p. 1-118 (texte intégral).
- Zarevskij, 1915 : Aperçu des représentants du genre Eryx, principalement de l'Empire Russe et des pays limitrophes. Bulletin de l'Académie Impériale des Sciences de Saint-Pétersbourg, sér. 6, vol. 9, no 4, p. 270.